# Grabau (Lauenburgo)
Grabau é um município da Alemanha localizado no distrito de Lauenburgo, estado da Schleswig-Holstein.
Pertence ao Amt de Schwarzenbek-Land.